# الکساندرا پارک، تورنتو
الکساندرا پارک، تورنتو (به انگلیسی: Alexandra Park, Toronto) یک منطقهٔ مسکونی در کانادا است که در انتاریو واقع شده‌است.